# Jaskier wielokwiatowy
Jaskier wielokwiatowy (Ranunculus polyanthemos L.) – gatunek rośliny z rodziny jaskrowatych (Ranunculaceae Juss.). Występuje naturalnie w Europie, Azji Zachodniej i Środkowej oraz na Syberii. 

## Rozmieszczenie geograficzne
Rośnie naturalnie w Europie, Azji Zachodniej i Środkowej oraz na Syberii. Został zaobserwowany we Francji, Belgii, Holandii, Danii, Norwegii, Szwecji, Finlandii, Niemczech, Polsce, na Ukrainie (wliczając Krym), Słowacji, Węgrzech, w Czechach, Austrii, Serbii, Rumunii, Bułgarii, Albanii, Grecji, Turcji, Rosji (w Republice Ałtaju, Republice Buriacji, Republice Karelii, Republice Tuwy, Kraju Ałtajskim, Kraju Krasnojarskim, Kraju Zabajkalskim oraz w obwodach irkuckim, kemerowskim, kurgańskim, murmańskim, nowosybirskim, omskim oraz tiumeńskim), Kazachstanie, Kirgistanie oraz Chinach (północno-zachodnia część regionu autonomicznego Sinciang). 
We Francji spotykany jest w północno-wschodniej jej części. Został zaobserwowany w departamentach Aisne, Ardeny, Aube, Côte-d’Or, Eure, Marna, Górna Marna, Meurthe i Mozela, Moza, Orne, Pas-de-Calais, Dolny Ren, Górny Ren, Sekwana Nadmorska, Sekwana i Marna oraz Yonne. W Niemczech spotykany jest głównie w północnej części tego państwa. W Turyngii, Saksonii-Anhalt, Saksonii i Dolnej Saksonii występuje powszechnie lub jest rozproszony, natomiast rzadko spotykany jest w północno-wschodniej części kraju, a w Szlezwiku-Holsztynie, wzdłuż Łaby oraz w Nadrenii Północnej-Westfalii spotykany jest bardzo rzadko. W Polsce występuje na obszarze całego kraju, jednak najczęściej jest spotykany w Małopolsce i na Wyżynie Lubelskiej. W Danii najczęściej jest spotykany w jej południowo-wschodniej części – w południowej części Fionii, na południu Zelandii oraz na wyspach Lolland i Falster. Rośnie także w okolicach Kopenhagi i Kalundborga. W Norwegii rośnie w południowej części kraju – na południe od Trondheim. W Szwecji występuje najczęściej w jej południowej części, aż do Upplandu na północy. Rośnie także na Gotlandii. W Norrlandzie spotykany jest wzdłuż wybrzeża. W Finlandii występuje głównie w południowej części kraju. Występuje powszechnie na Wyspach Alandzkich oraz w okolicach miast Turku i Savonlinna.

## Morfologia

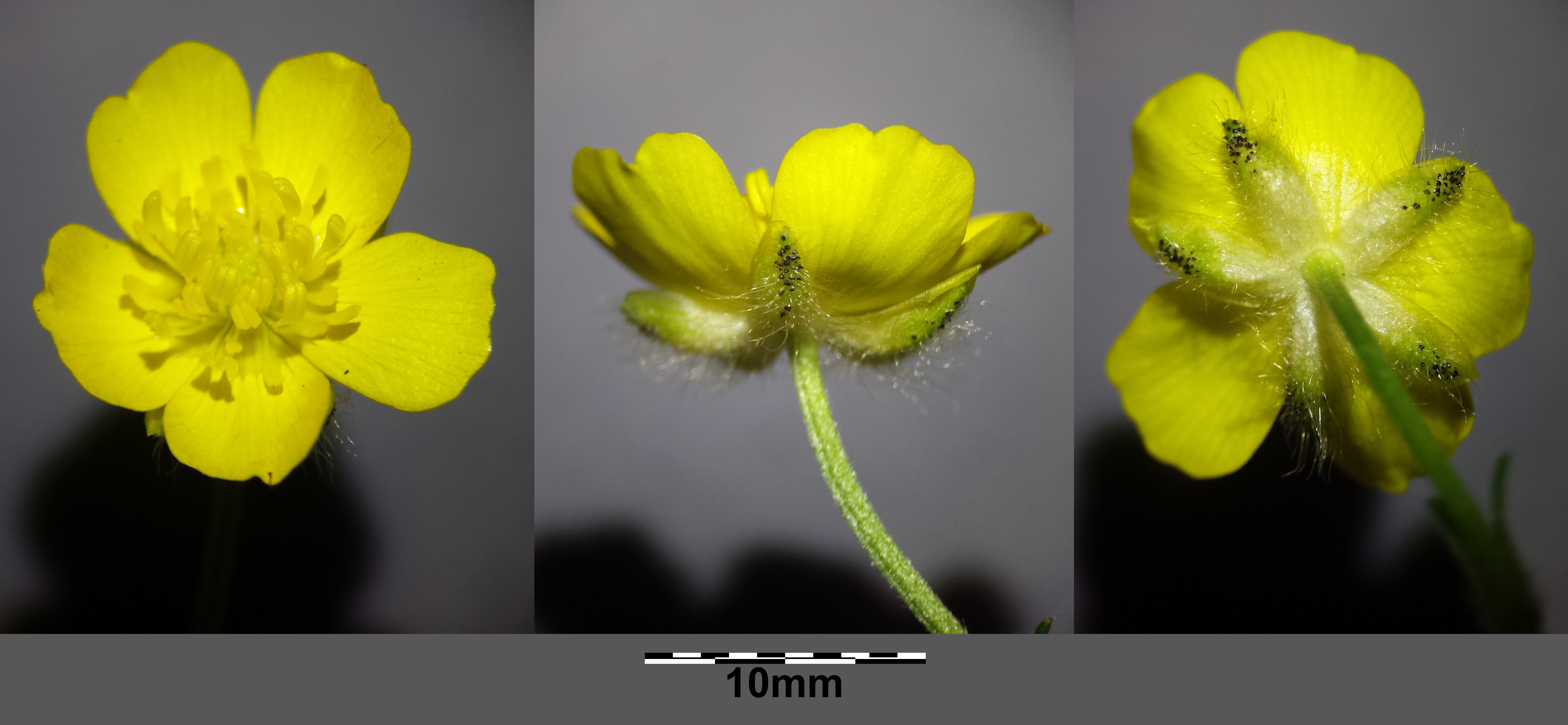
Kwiat

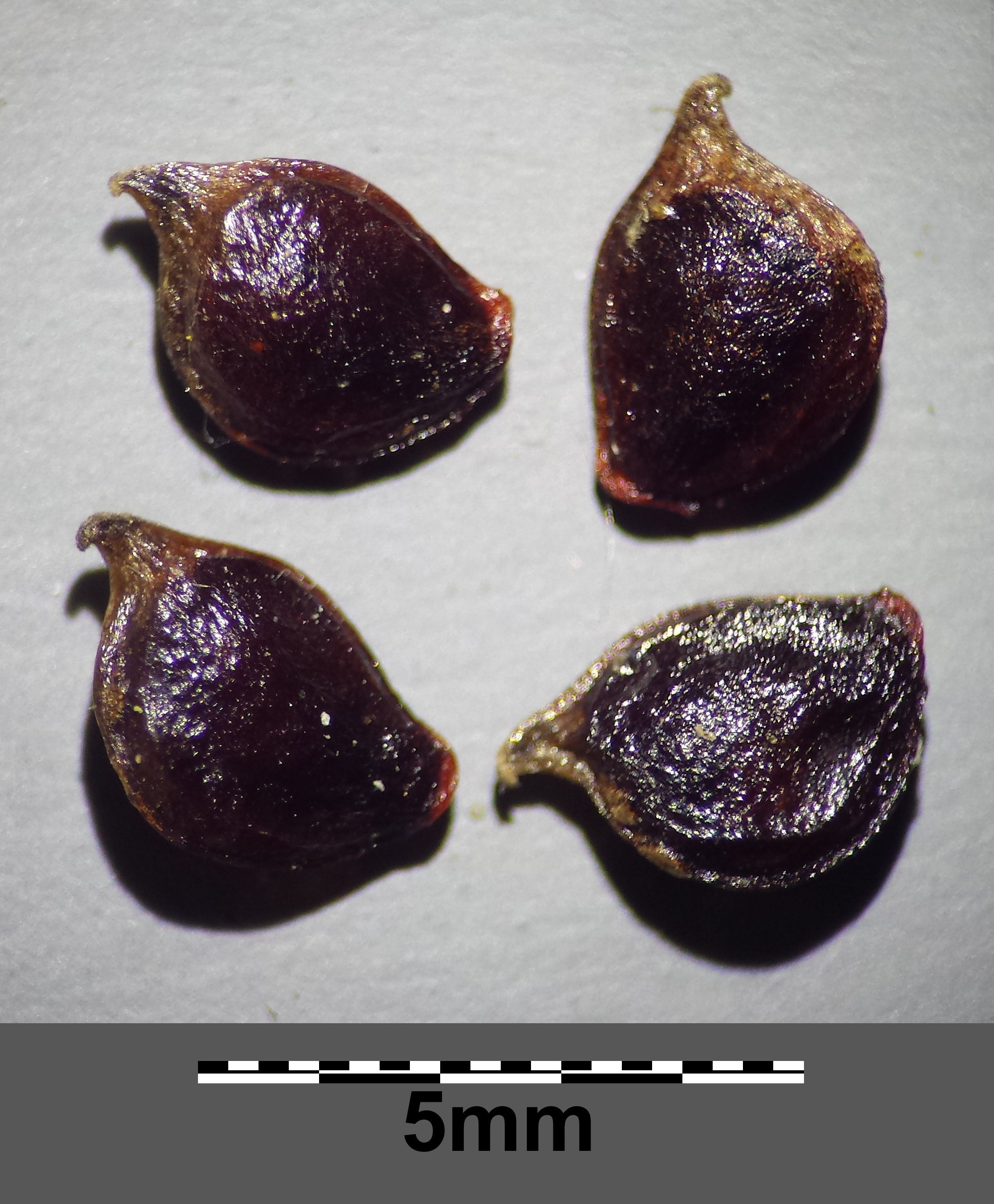
Owoce

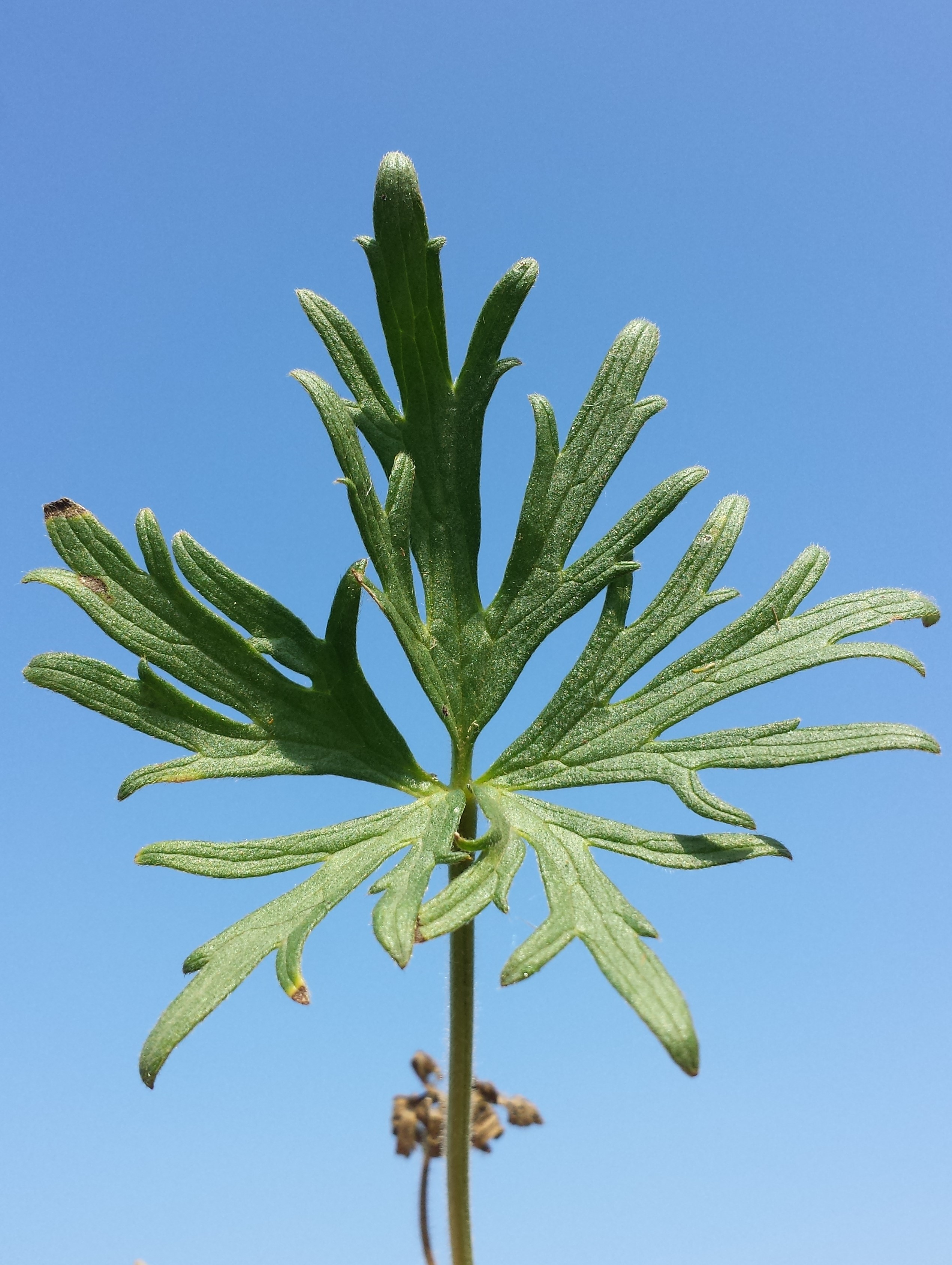
Liść

PokrójBylina o lekko owłosionych pędach. Dorasta do 20–65 (–80) cm wysokości. Łodyga jest wyprostowana, grubsza u podstawy, zwykle bardzo rozgałęziona. Dolna jej część jest owłosiona.
LiścieNaprzemianległe. Ma od 3 do 8 liści odziomkowych. Są trójsieczne. W zarysie mają nerkowato pięciokątny kształt, złożone z segmentów romboidalnych i trójdzielnych, podzielonych na równowąskie łatki. Mierzą 3–6 cm długości oraz 4–9 cm szerokości. Są owłosione od spodu. Nasada liścia ma sercowaty kształt. Ogonek liściowy jest nagi i ma 7–14 cm długości. Liście łodygowe są wąsko klapowane.
KwiatySą promieniste, błyszczące, zebrane po 3–4 w wierzchotki jednoramienne. Pojawiają się na szczytach pędów. Mają złotą lub jasnożółtą barwę. Dorastają do 20–30 mm średnicy. Mają 5 owalnych i owłosionych działek kielicha, które dorastają do 7 mm długości. Mają 5 odwrotnie owalnych płatków o długości 7–14 mm. Dno kwiatowe jest owłosione. Pręciki są liczne.
OwoceNagie niełupki o odwrotnie jajowatym kształcie i długości 3 mm. Tworzą owoc zbiorowy – wieloniełupkę o prawie kulistym kształcie i dorastającą do 7 mm długości. Na szczycie owocu dzióbek zgięty o długości 0,5 mm.
Gatunki podobneJaskier gajowy (R. serpens subsp. nemorosus) różni się silnie zagiętym lub zwiniętym dzióbkiem na owocu mającym do 1,5 mm długości, dłuższymi płatkami (15–20 mm), środkową łatką liści odziomkowych szerokojajowatą.

## Biologia i ekologia
Rośnie w podmokłych lasach i łąkach, na glebach wapiennych. Występuje na wysokości do 2800 m n.p.m. Kwitnie od czerwca do sierpnia. Jest rośliną trującą. Zawarte alkaloidy mają jednak gorzki smak, przez co nie jest zjadana przez bydło na pastwiskach.

## Zmienność
W obrębie tego gatunku oprócz podgatunku nominatywnego wyróżniono dwa podgatunki:
- Ranunculus polyanthemos subsp. polyanthomoides Ahlfv. – dorasta do 130 cm wysokości[15]
- Ranunculus polyanthemos subsp. thomasii (Ten.) Tutin – dorasta do 10–30 cm wysokości, ma wyprostowaną, słabo rozgałęzioną łodygę[15]